# Upper Montclair
Upper Montclair – jednostka osadnicza w Stanach Zjednoczonych, w stanie New Jersey, w hrabstwie Essex.